# Эммрих, Мартин
Мартин Эммрих (нем. Martin Emmrich; родился 17 декабря 1984 года в Магдебурге, ГДР) — потомственный немецкий теннисист; победитель трёх турниров ATP в парном разряде.

## Общая информация
Мартин — один из двух детей Томаса и Моники Эммрихов; его сестру зовут Мануэла. Немец пришёл в теннис вслед за отцом, который был одним из сильнейших теннисистов Восточной Германии, неоднократно становясь чемпионом страны во всех разрядах. Эммрих-младший впервые взял ракетку в руки в шесть лет; его стиль игры наиболее удачно подходит к быстрым покрытиям; лучшие удары — подача и действия у сетки.

## Спортивная карьера
Профессиональную карьеру начал в 2001 году. Специализируется на играх в парном разряде.
В 2011 году дебютировал на турнире серии Большого шлема Открытом чемпионате США. В паре с Андреасом Сильестрёмом он дошёл до второго раунда. Самый успешный в карьере для него стал 2012 год. Мартин в этом году с разными партнерами выиграл три турнира из ATP Challenger Series. В этом же году дебютировал ещё на двух турнирах серии Большого шлема. На Открытом чемпионате Франции в паре с Андреасом Сильестрёмом проигрывает в первом раунде. На Уимблдонском турнире вместе с Михаэлем Кольманном доходит до второго раунда. В мае в Белграде с Андреасом Сильестрёмом он впервые вышел в финал на турнире мирового тура ATP.

## Рейтинг на конец года в парном разряде
- 2013 — 42
- 2012 — 58
- 2011 — 87
- 2010 — 109
- 2009 — 191
- 2008 — 428
- 2007 — 755
- 2006 — 1 014
- 2005 — 1 239
- 2004 — 1 437
- 2003 — 1 000
- 2002 — 1 026
- 2001 — 1 408

## Выступления на турнирах

### Финалы турнировATPв парном разряде (7)

#### Победы (3)
| Титулы                     |
| -------------------------- |
| Турниры Большого Шлема (0) |
| Финал Мирового тура (0)    |
| ATP Masters 1000 (0)       |
| ATP 500 (0)                |
| ATP 250 (0+3)              |

| Титулы по покрытиям | Титулы по месту проведения матчей турнира |
| ------------------- | ----------------------------------------- |
| Хард (0+1)          | Зал (0+1)                                 |
| Грунт (0+2)         | Зал (0+1)                                 |
| Трава (0)           | Открытый воздух (0+2)                     |
| Ковёр (0)           | Открытый воздух (0+2)                     |

| №  | Дата            | Турнир                | Покрытие | Партнёр       | Соперники в финале              | Счёт           |
| 1. | 21 октября 2012 | Вена, Австрия         | Хард(i)  | Андре Бегеман | Юлиан Ноул Филип Полашек        | 6-4 3-6 [10-4] |
| 2. | 25 мая 2013     | Дюссельдорф, Германия | Грунт    | Андре Бегеман | Трет Конрад Хьюи Доминик Инглот | 7-5 6-2        |
| 3. | 4 августа 2013  | Кицбюэль, Австрия     | Грунт    | Кристофер Кас | Франтишек Чермак Лукаш Длоуги   | 6-4 6-3        |

#### Поражения (4)
| №  | Дата          | Турнир                  | Покрытие | Партнёр            | Соперники в финале             | Счёт           |
| 1. | 6 мая 2012    | Белград, Сербия         | Грунт    | Андреас Сильестрём | Энди Рам Йонатан Эрлих         | 6-4 2-6 [6-10] |
| 2. | 6 января 2013 | Ченнаи, Индия           | Хард     | Андре Бегеман      | Бенуа Пер Станислас Вавринка   | 2-6 1-6        |
| 3. | 22 июня 2013  | Хертогенбос, Нидерланды | Трава    | Андре Бегеман      | Максим Мирный Хория Текэу      | 3-6 6-7(4)     |
| 4. | 24 мая 2014   | Дюссельдорф, Германия   | Грунт    | Кристофер Кас      | Сантьяго Гонсалес Скотт Липски | 5-7 6-4 [3-10] |